# Белорусская крестьянско-рабочая грамада

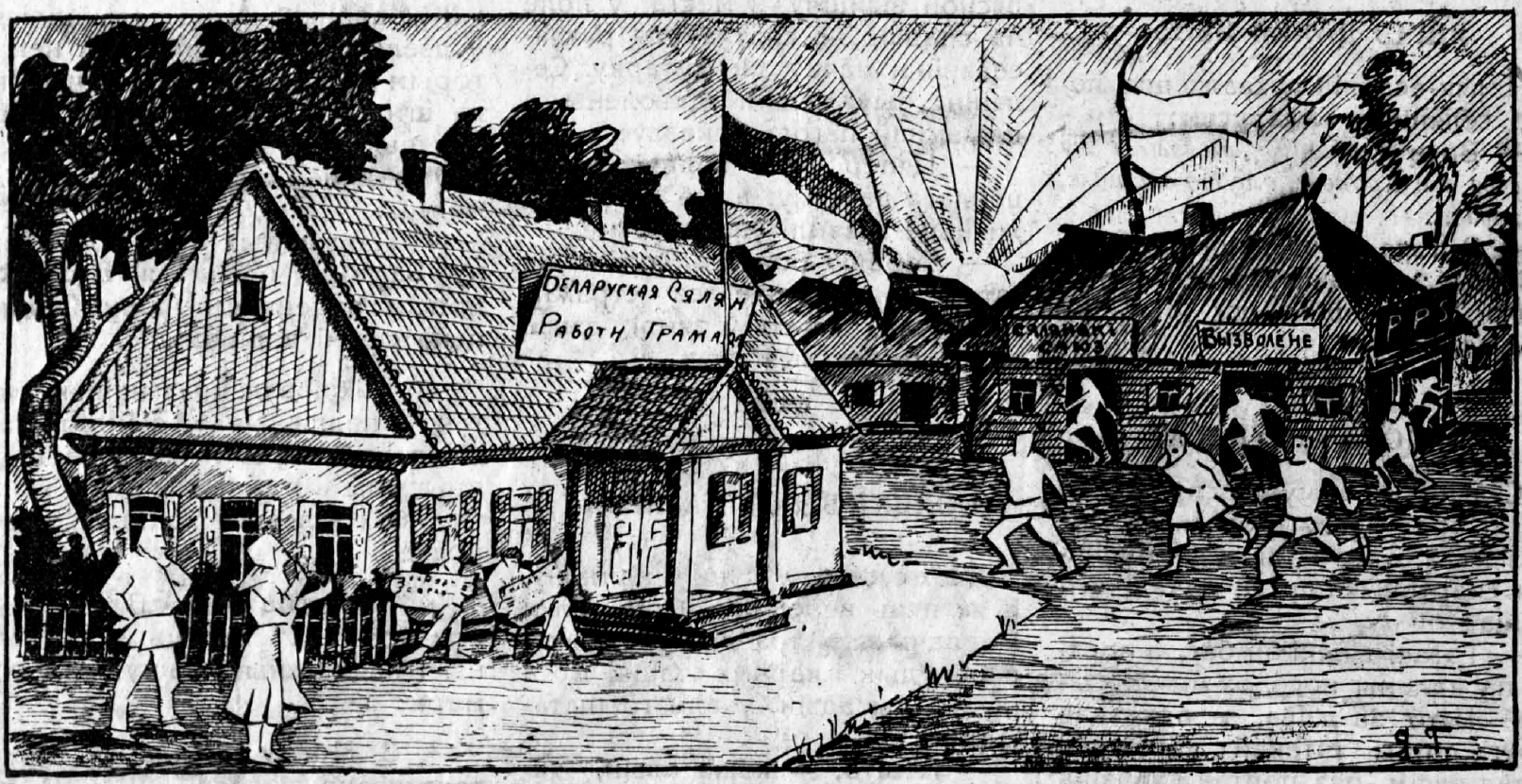
Крестьяне убегают из ППС, Партии Освобождения, Крестьянского Союза и вступают в БКРГ.
Язеп Горид. Молния № 13, 1926

Белору́сская крестья́нско-рабо́чая грамада́ (бел. Беларуская сялянска-работніцкая грамада, Грамада) — революционно-демократическая организация в бывшей тогда частью Польши Западной Белоруссии, действовавшая в период с 1925 по 1927 год и насчитывавшая, по различным оценкам, от 100 000 до 150 000 членов.

## История создания
В ноябре 1922 года в Польше состоялись парламентские выборы. Блок национальных меньшинств (БНМ, Blok Mniejszości Narodowych) получил на них 87 мест в Сейме и 25 мест в Сенате, став второй по количеству мест политической партией после Народно-национального союза (Związek Ludowo-Narodowy). В составе БНМ в Сейм и Сенат прошли соответственно 11 и 3 депутата-белоруса, создавшие в Сейме свою фракцию — Белорусский посольский клуб (БПК). В июне 1925 года левая фракция БПК, и в её числе Бронислав Тарашкевич, стала инициатором создания Белорусской крестьянско-рабочей громады. Громада в короткий срок выросла в самую крупную революционно-демократическую организацию в Европе. Насчитывая, по различным оценкам, от 100 до 150 тысяч членов, она к началу 1927 года фактически установила контроль над многими районами Западной Белоруссии.

## Программа Грамады
Компартия Западной Белоруссии (КПЗБ) играла в Грамаде очень важную роль. Центральный орган Грамады газету «Белорусская нива» фактически редактировал член КПЗБ Ян Бобрович. Принятая в мае 1926 года программа Грамады требовала конфискации помещичьих земель и раздела их между безземельными крестьянами, создания рабоче-крестьянского правительства и установления демократических свобод, самоопределения Западной Беларуси и т. д.

## Ликвидация и запрет Грамады
В ночь с 14 на 15 января 1927 года начались массовые обыски и аресты. Без согласия Сейма были арестованы руководители Грамады — депутаты Бронислав Тарашкевич, Симон Рак-Михайловский, Павел Волошин и др. 21 марта Грамада была запрещена.